# David Poblador i Garcia
David Poblador i Garcia (Barcelona, 1980) és un tecnòleg, emprenedor i activista del programari lliure catalano-suec. Va abandonar els estudis d'Enginyeria Informàtica per fundar una empresa dedicada a impulsar projectes digitals. Aviat va cofundar PuntBarra, un espai inspirat en Slashdot per comentar l’actualitat tecnològica en català. Després de traslladar-se a Suècia, es va incorporar a Spotify, on va liderar àrees globals de sistemes i disponibilitat, contribuint al creixement de la plataforma. També ha participat en iniciatives com la Catosfera, visibilitzant el talent català al sector tecnològic. L'any 2025 va fer una conferència sota el títol Barcelona, a Musictech Innovation Hub en el context del Mobile World Congress.

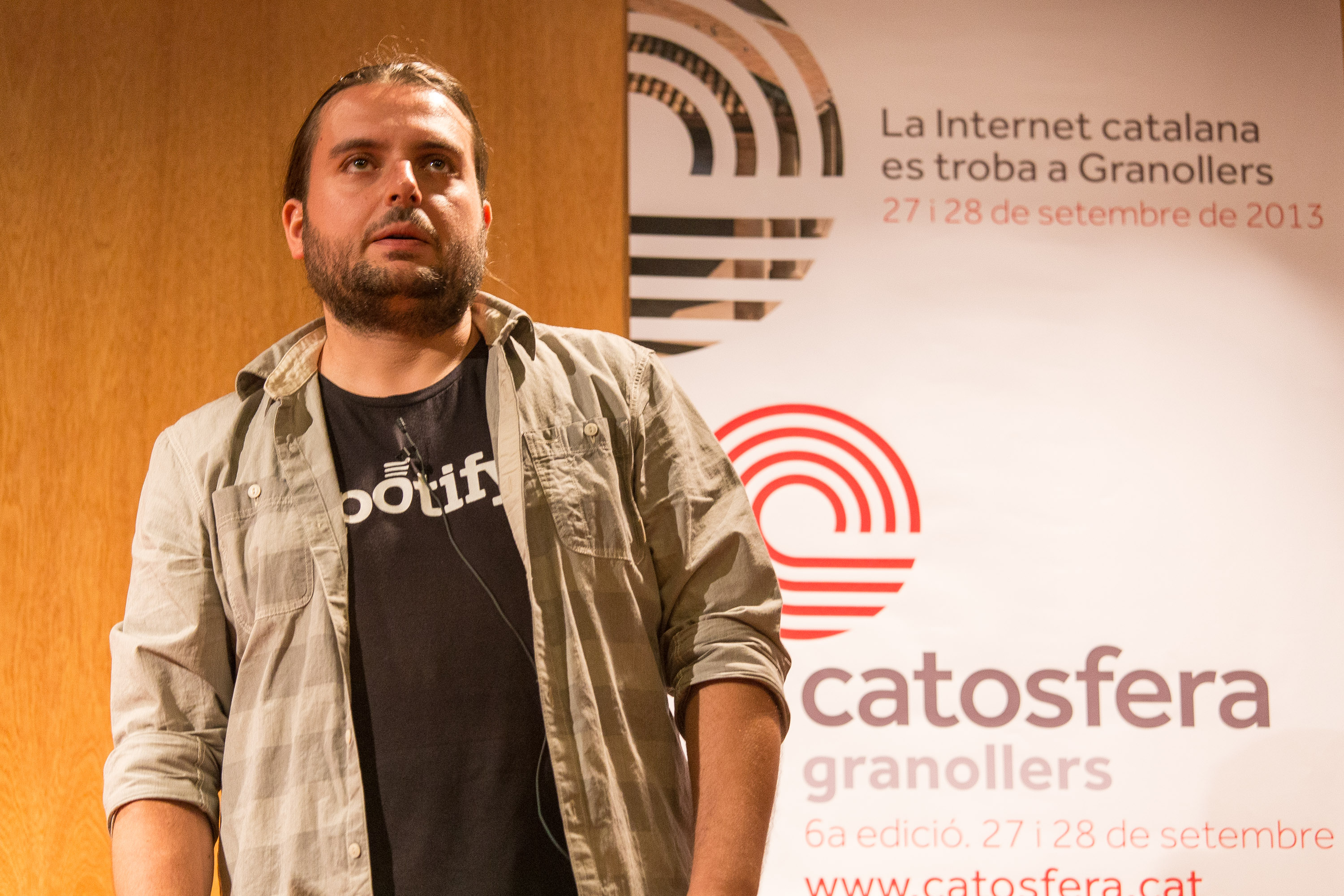
David Poblador a la Catosfera 2013

Des del 2023, coedita, juntament amb Òscar García, el pòdcast 2048 Enllà, un espai per reflexionar sobre tecnologia i futur en català. També col·labora en el pòdcast Entre Dev y Ops, dedicat al desenvolupament d'aplicacions i operacions de sistemes informàtics en llengua castellana.